# شوسوكي ساكاموتو
شوسوكي ساكاموتو (باليابانية: 坂本 修佑) (مواليد 22 مارس 1993) هو لاعب كرة قدم ياباني.

## وصلات خارجية
- شوسوكي ساكاموتو على موقع رابطة كرة القدم اليابانية للمحترفين (اليابانية)
- شوسوكي ساكاموتو على موقع قاعدة بيانات كرة القدم.إي يو (الإنجليزية)
- شوسوكي ساكاموتو على موقع Soccerway.com (الإنجليزية)